# Samoarchiwizacja
Samoarchiwizacja (ang. self-archiving) -  to proces samodzielnego zamieszczania materiałów o charakterze naukowym w repozytoriach o otwartym dostępie w postaci e-printów. Jest jedną z dróg publikowania według idei Open Access, nazywany zieloną drogą. Proces zamieszczenia materiałów piśmienniczych wsparty jest wprowadzeniem przez autora metadanych opisu obiektu i poparcia zgodą autorską na ich udostępnienie. Stanowi człon autoarchiwizacji, czyli terminu odnoszącego się w sposób szerszy do cyfrowych materiałów piśmiennych i niepiśmiennych o charakterze naukowym, edukacyjnym i materiałów wspomagających.
Autor może dokonać samoarchiwizacji jeśli znajduje się w posiadaniu wymaganych praw majątkowych do utworu. Prawa te można utracić tylko poprzez przekazanie autorskich praw majątkowych do artykułu lub udzielenie licencji wyłącznej. Wydawnictwo może też nakładać pewne ograniczenia, na przykład pozwolenie na archiwizację tylko w repozytorium instytucjonalnym bądź nałożenie czasowego embarga na artykuł. Istnieją specjalne bazy danych, które udostępniają informacje dotyczące warunków samoarchiwizacji, jak np. SHERPA/RoMEO. Polityka wydawnicza poszczególnych czasopism w tej bazie podzielona jest na 4 kategorie:
- zielona - możliwa jest archiwizacja pre-printów, a także post-printów lub wersji wydawniczej
- niebieska - nie można archiwizować pre-printów, ale można post-printy lub wersje wydawnicze
- żółta - można archiwizować tylko pre-printy
- biała - nie można archiwizować żadnej z wersji artykułu[3].

Miejsca, w których można samoarchiwizować to repozytoria naukowe. Istnieją serwisy umożliwiające ich przeszukiwanie:
- repozytoria publikacji naukowych: polskich (CEON Agregator), światowych (Directory of Open Access Repositories)
- dla danych badawczych − re3data